# Richard Wagner (juge)
Pour les articles homonymes, voir Richard Wagner (homonymie) et Wagner.
Richard  Wagner, né le 2 avril 1957 à Montréal (Québec), est un juriste canadien. Nommé juge en chef de la Cour suprême du Canada le 18 décembre 2017 après avoir été juge puîné à cette même cour le 5 octobre 2012. Il est administrateur du Canada en 2021, assurant l'intérim après la démission de la gouverneure générale Julie Payette.

## Biographie

### Études et carrière d'avocat
Né à Montréal le 2 avril 1957, il est le fils de Gisèle Normandeau et de l'homme politique Claude Wagner. Il complète ses études collégiales au collège Jean-de-Brébeuf en 1975. Il obtient ensuite un baccalauréat en sciences sociales avec concentration en sciences politiques (B.Sc.Soc.) de l'Université d’Ottawa en 1978. L'année suivante, au sein de la même institution, on lui décerne une licence en droit (LL.L.).
En 1980, il intègre le Barreau du Québec. Il exerce ensuite le métier d'avocat en tant qu'associé au cabinet Lavery, de Billy. Il plaide devant tous les tribunaux dans les affaires de responsabilité professionnelle et de litige commercial. Il siège sur plusieurs comités au sein du barreau. En 1998, il est membre fondateur du Collège canadien des avocats en droit de la construction. À l'École du Barreau, il enseigne la plaidoirie en 1989, 1990 et 2001 puis la procédure civile en 2003. En 2001-2002, il est bâtonnier du Barreau de Montréal, siégeant également au conseil général du barreau québécois.

### Juge

#### Magistrat québécois
Le 24 septembre 2004, à l'âge de 47 ans, il devient juge à la Cour supérieure du Québec dans le district de Montréal. Il siège alors à la Chambre civile, à la Chambre commerciale et à la Chambre criminelle. Le 3 février 2011, il accède à la Cour d'appel du Québec.

#### Cour suprême
Il reste membre de la plus haute cour québécoise seulement quelques mois puisque le 2 octobre 2012, le premier ministre Stephen Harper annonce sa nomination à titre de juge puîné de la Cour suprême du Canada. Cette nomination est confirmée par la Chambre des communes, puis par le gouverneur général David Lloyd Johnston le 5 octobre 2012.
Le 12 décembre 2017, le premier ministre Justin Trudeau annonce sa nomination comme juge en chef du Canada . Il succède à la juge Beverley McLachlin, originaire de la Colombie-Britannique, précédemment en poste depuis 2000. Ce choix respecte la tradition d'alternance entre un juge du Québec, issu de la tradition du droit civil, et un juge d'une autre province, issu de la common law. Il est assermenté le 18 décembre 2017 par la gouverneure générale Julie Payette.
Il est administrateur du Canada du 23 janvier au 26 juillet 2021, chargé des fonctions de gouverneur général par intérim à la suite de la démission de Julie Payette. Le 26 juillet suivant, Mary Simon prend ses fonctions de gouverneure générale.

## Prises de position publiques
Le juge en chef Richard Wagner s'exprime dans les tribunes médiatiques pour établir un lien plus direct avec la population canadienne. Il donne ses opinions sur divers sujets d'une manière qui tranche avec la relative réserve de ses prédécesseurs. Sa première grande entrevue avec les médias remonte à 2012 dans les pages du journal Le Devoir, où il explique que « il est essentiel que le système de justice soit bien expliqué aux citoyens. Car s’ils ne font plus confiance aux tribunaux, c’est le début de la fin de la démocratie ».

### Affaire Guy Turcotte
Au cours de cette entrevue de 2012 dans Le Devoir, il affirme que l'affaire Guy Turcotte aurait pu être mieux expliquée aux Québécois et qu'il est possible de rappeler qu'il existe un mécanisme d'appel qui permet d'infirmer les jugements.

### Modifications au Code criminel pour réduire les retards
En entrevue avec le réseau CBC, il déclare que « nous demandons et suggérons que certains amendements au Code criminel pour faciliter la présentation de preuve en cour », dans un contexte où la pandémie de COVID-19 avait créé beaucoup de retards dans le système de justice. Il suggère aussi d'alléger les horaires et permettre aux juges d'entendre les causes dans différentes juridictions. Il nie alors s'être mis en conflit d'intérêts face à des dossiers futurs devant la Cour.

### Diversité de la composition des juges
Peu  de temps avant l'annonce de la nomination du juge Mahmud Jamal à la Cour suprême, il déclare que « Si la Cour ne change pas, elle ne joue pas son rôle ». Il évoque un changement qui doit s'opérer au chapitre de la diversité.

### Bilinguisme des juges de la Cour suprême
Selon le juge Wagner, la connaissance du français et de l'anglais devrait être exigée pour accéder aux fonctions de juge de Cour suprême. Il refuse toutefois de donner ses impressions sur le projet de loi C-13, par souci de son devoir de réserve.

### Stabilité des institutions démocratiques canadiennes
Il se dit inquiet pour la stabilité des institutions démocratiques canadiennes, de la primauté du droit et de l'indépendance judiciaire et estime que les dérapages constatés à Ottawa lors du convoi de la liberté « s'expliquent en partie par la désinformation», selon lui, et ont amené des gens «à perdre confiance dans leurs institutions, d'où l'importance pour tous les acteurs de la société de redoubler d'efforts pour informer, instruire et éduquer en toute transparence nos concitoyens dans le but de maintenir, voire d'accroître, leur confiance et leur respect de nos institutions ».

### Sécurité à la Cour suprême
À la suite des incidents de sécurité liés à la fuite de l'arrêt Dobbs v. Jackson Women's Health Organization de la Cour suprême des États-Unis, il réclame une meilleure sécurité pour les installations de la Cour suprême canadienne.

### Salaires alloués aux assistants judiciaires
Dans son allocution annuelle, le juge Wagner a qualifié d’« inacceptable » le sous-financement des tribunaux, en mentionnant notamment les salaires de 30 000 ou 35 000 $ alloués aux assistants judiciaires. En vertu de l'article 9 a) de la Loi sur les juges canadienne, le juge en chef du Canada gagne 403 800 $ par année, soit entre 11 et 13 fois le salaire d'un assistant judiciaire dans un palais de justice.

## Distinctions honorifiques
- 2005 : mérite du barreau du Québec
- 2019 : doctorat honoris causa, Université d’Ottawa
- 2024 : Commandeur de la Légion d'honneur